# Kanurennsport-Europameisterschaften 2021
Die Kanurennsport-Europameisterschaften 2021 fanden vom 3. bis 6. Juni 2021 in Posen in Polen statt. Es waren die 31. Europameisterschaften, Ausrichter war der Europäische Kanuverband ECA.

## Ergebnisse
Insgesamt wurden Wettbewerbe in 29 Kategorien ausgetragen, davon 13 für Frauen.

### Herren

#### Kanadier
| Disziplin | Disziplin | Gold                                          | Leistung      | Silber                                     | Leistung      | Bronze                                    | Leistung      |
| --------- | --------- | --------------------------------------------- | ------------- | ------------------------------------------ | ------------- | ----------------------------------------- | ------------- |
| C1        | 200 m     | Joan Antoni Moreno                            | 40,770 s      | Arzjom Kosyr                               | 40,798 s      | Henrikas Žustautas                        | 40,960 s      |
| C1        | 500 m     | Martin Fuksa                                  | 1:49,259 min  | Serghei Tarnovschi                         | 1:50,312 min  | Conrad-Robin Scheibner                    | 1:50,399 min  |
| C1        | 1000 m    | Martin Fuksa                                  | 4:06,417 min  | Conrad-Robin Scheibner                     | 4:07,842 min  | Kirill Schamschurin                       | 4:08,367 min  |
| C1        | 5000 m    | Sebastian Brendel                             | 23:22,446 min | Nicholas Fodor                             | 23:28,575 min | Carlo Tacchini                            | 23:44,889 min |
| C2        | 200 m     | SpanienAlberto Pedrero Pablo Graña            | 36,900 s      | PolenArsen Śliwiński Michał Łubniewski     | 37,006 s      | LitauenHenrikas Žustautas Vadim Korobov   | 37,300 s      |
| C2        | 500 m     | RusslandWiktor Melantjew Wladislaw Tschebotar | 1:44,915 min  | DeutschlandSebastian Brendel Tim Hecker    | 1:44,989 min  | UkraineWitalij Werheles Andrij Rybatschok | 1:45,215 min  |
| C2        | 1000 m    | DeutschlandSebastian Brendel Tim Hecker       | 3:42,555 min  | RusslandKirill Schamschurin Ilja Perwuchin | 3:44,811 min  | RumänienCătălin Chirilă Victor Mihalachi  | 3:45,255 min  |

#### Kajak
| Disziplin | Disziplin  | Gold                                                               | Leistung      | Silber                                                  | Leistung      | Bronze                                                                  | Leistung      |
| --------- | ---------- | ------------------------------------------------------------------ | ------------- | ------------------------------------------------------- | ------------- | ----------------------------------------------------------------------- | ------------- |
| K1        | 200 Meter  | Sándor Tótka                                                       | 35,385 s      | Liam Heath                                              | 35,407 s      | Petter Menning                                                          | 35,537 s      |
| K1        | 500 Meter  | Bálint Kopasz                                                      | 1:40,831 min  | João Ribeiro                                            | 1:42,138 min  | Jakub Zavřel                                                            | 1:42,391 min  |
| K1        | 1000 Meter | Bálint Kopasz                                                      | 3:41,232 min  | Fernando Pimenta                                        | 3:42,667 min  | Artuur Peters                                                           | 3:44,367 min  |
| K1        | 5000 Meter | Bálint Noé                                                         | 20:44,405 min | Aleh Jurenja                                            | 20:44,937 min | Fernando Pimenta                                                        | 20:45,277 min |
| K2        | 200 Meter  | ItalienManfredi Rizza Andrea Di Liberto                            | 33,095 s      | LitauenArtūras Seja Ignas Navakauskas                   | 33,355 s      | RusslandJuri Postrigai Alexander Djatschenko                            | 33,653 s      |
| K2        | 500 Meter  | BelarusUladsislau Litwinau Dsmitryj Natyntschyk                    | 1:30,334 min  | UkraineDmytro Danylenko Oleh Kucharyk                   | 1:31,101 min  | DeutschlandMax Hoff Jacob Schopf                                        | 1:31,215 min  |
| K2        | 1000 Meter | DeutschlandMax Hoff Jacob Schopf                                   | 3:19,973 min  | SlowakeiSamuel Baláž Adam Botek                         | 3:21,747 min  | LitauenRičardas Nekriošius Andrejus Olijnikas                           | 3:22,343 min  |
| K4        | 500 Meter  | DeutschlandMax Rendschmidt Tom Liebscher Ronald Rauhe Max Lemke    | 1:23,960 min  | SlowakeiSamuel Baláž Csaba Zalka Denis Myšák Adam Botek | 1:25,395 min  | RusslandOleg Gussew Alexander Sergejew Maxim Spessiwzew Witali Jerschow | 1:25,425 min  |
| K4        | 1000 Meter | BelarusPawel Mjadswedseu Kiryl Nikizin Ilja Fedarenka Wital Bjalko | 3:02,023 min  | UngarnNoé Bálint Péter Gál Tamás Kulifai Bence Dombvàri | 3:02,696 min  | RusslandOleg Gussew Oleg Sinjawin Maxim Spessiwzew Witali Jerschow      | 3:03,850 min  |

### Frauen

#### Kanadier
| Disziplin | Disziplin | Gold                                             | Leistung      | Silber                           | Leistung      | Bronze                                           | Leistung      |
| --------- | --------- | ------------------------------------------------ | ------------- | -------------------------------- | ------------- | ------------------------------------------------ | ------------- |
| C1        | 200 m     | Dorota Borowska                                  | 46,888 s      | Ljudmyla Lusan                   | 47,595 s      | Olessja Romassenko                               | 47,668 s      |
| C1        | 500 m     | Ljudmyla Lusan                                   | 2:07,235 min  | Virág Balla                      | 2:13,332 min  | Alena Nasdrowa                                   | 2:13,353 min  |
| C1        | 5000 m    | Wolha Klimawa                                    | 26:25,017 min | Dóra Horányi                     | 26:42,626 min | Ljudmyla Babak                                   | 27:02,534 min |
| C2        | 200 m     | RusslandIrina Andrejewa Olessja Romassenko       | 43,824 s      | UngarnVirág Balla Kincső Takács  | 45,001 s      | UkraineLjudmyla Lusan Anastassija Tschetwerikowa | 45,204 s      |
| C2        | 500 m     | UkraineLjudmyla Lusan Anastassija Tschetwerikowa | 2:06,252 min  | DeutschlandLisa Jahn Sophie Koch | 2:07,795 min  | UngarnVirág Balla Kincső Takács                  | 2:09,295 min  |

#### Kajak
| Disziplin | Disziplin  | Gold                                                   | Leistung      | Silber                                                                           | Leistung      | Bronze                                                           | Leistung      |
| --------- | ---------- | ------------------------------------------------------ | ------------- | -------------------------------------------------------------------------------- | ------------- | ---------------------------------------------------------------- | ------------- |
| K1        | 200 Meter  | Emma Jørgensen                                         | 41,746 s      | Dóra Lucz                                                                        | 42,336 s      | Marta Walczykiewicz                                              | 42,526 s      |
| K1        | 500 Meter  | Emma Jørgensen                                         | 1:53,402 min  | Danuta Kozák                                                                     | 1:53,962 min  | Marija Powch                                                     | 1:55,119 min  |
| K1        | 1000 Meter | Alida Dóra Gazsó                                       | 4:15,944 min  | Anamaria Govorčinović                                                            | 4:18,568 min  | Mariana Petrušová                                                | 4:19,895 min  |
| K1        | 5000 Meter | Dóra Bodonyi                                           | 23:09,331 min | Jelena Mirontschenko                                                             | 23:10,431 min | Sabrina Hering-Pradler                                           | 23:15,338 min |
| K2        | 200 Meter  | SlowenienŠpela Ponomarenko Janić Anja Osterman         | 36,772 s      | PolenDominika Putto Katarzyna Kołodziejczyk                                      | 37,157 s      | UngarnAnna Lucz Blanka Kiss                                      | 37,190 s      |
| K2        | 500 Meter  | UngarnDanuta Kozák Dóra Bodonyi                        | 1:44,175 min  | PolenKarolina Naja Anna Puławska                                                 | 1:45,420 min  | BelarusWolha Chudsenka Maryna Litwintschuk                       | 1:45,450 min  |
| K2        | 1000 Meter | UngarnTamara Csipes Erika Medveczky                    | 3:40,532 min  | SpanienLaia Pelachs Begoña Lazkano                                               | 3:45,961 min  | PolenMartyna Klatt Sandra Ostrowska                              | 3:49,285 min  |
| K4        | 500 Meter  | UngarnDóra Lucz Tamara Csipes Anna Kárász Dóra Bodonyi | 1:34,114 min  | BelarusMarharyta Machnewa Wolha Chudsenka Nadseja Ljapeschka Maryna Litwintschuk | 1:34,262 min  | DänemarkEmma Jørgensen Sara Milthers Julie Funch Bolette Iversen | 1:35,500 min  |

## Medaillenspiegel
| Platz  | Land                   | Gold | Silber | Bronze | Gesamt |
| ------ | ---------------------- | ---- | ------ | ------ | ------ |
| 1      | Ungarn                 | 9    | 7      | 2      | 18     |
| 2      | Deutschland            | 4    | 3      | 3      | 10     |
| 3      | Belarus                | 3    | 3      | 2      | 8      |
| 4      | Russland               | 2    | 2      | 5      | 9      |
| 5      | Ukraine                | 2    | 2      | 4      | 8      |
| 6      | Spanien                | 2    | 1      | 0      | 3      |
| 7      | Tschechien             | 2    | 0      | 1      | 3      |
| 7      | Dänemark               | 2    | 0      | 1      | 3      |
| 9      | Polen                  | 1    | 3      | 2      | 6      |
| 10     | Italien                | 1    | 0      | 1      | 2      |
| 11     | Slowenien              | 1    | 0      | 0      | 1      |
| 12     | Portugal               | 0    | 2      | 1      | 3      |
| 12     | Slowakei               | 0    | 2      | 1      | 3      |
| 14     | Litauen                | 0    | 1      | 3      | 4      |
| 15     | Kroatien               | 0    | 1      | 0      | 1      |
| 15     | Vereinigtes Königreich | 0    | 1      | 0      | 1      |
| 15     | Moldau                 | 0    | 1      | 0      | 1      |
| 18     | Belgien                | 0    | 0      | 1      | 1      |
| 18     | Rumänien               | 0    | 0      | 1      | 1      |
| 18     | Schweden               | 0    | 0      | 1      | 1      |
| Gesamt |                        | 29   | 29     | 29     | 87     |